# Alamand de Saint-Jeoire
Pour les articles homonymes, voir Alamand.
Alamand ou Allamand de Saint-Jeoire, mort le 21 janvier ou le 2 avril 1366, est un prélat savoyard, évêque de Genève au XIVe siècle.

## Biographie

### Origines
Alamand de Saint-Jeoire est issu d'une famille noble de Sancto-Jorio, originaire de Saint-Jeoire-en-Faucigny,,.
Les auteurs anciens ont eu des hésitations quant aux origines du prélat. Certains le nomment ainsi Guillaume Alleman/Allemand/Allamand de Saint-Jeoire,,. Certains auteurs ont pu indiquer qu'il s'agissait de Saint-Jorioz-en-Genevois. 
J-B-G. Galiffe, dans son Armorial genevois (1896), indiquait les hésitations quant aux origines familiales pour les uns « la famille de St-Joire, d'autres aux Alleman d'Arbent, d'autres enfin ont supposé une famille Allamand de St-Joire, branche cadette des sires de Faucigny ». Il concluait « Ses armes se rapprochent beaucoup de celles des Alleman d'Arbent » (Bugey), rameau des Alleman du Dauphiné.
Les armes de Saint-Jeoire seraient d'or au sautoir de sable.

### Carrière ecclésiastique
Alamand est mentionné comme chanoine de Saint-Pierre de Genève, en 1323.
Alamand est élu, à l'unanimité, sur le siège épiscopal de Genève en 1342,. Il est le dernier à avoir été élu librement par le chapitre de la cathédrale, sans intervention d'un pape,.
Devenu évêque, il s'oppose à son puissant voisin, le comte Amédée VI de Savoie qui prend possession de la baronnie du Faucigny ainsi que de la seigneurie de Gex, en 1355. Il fait ainsi construire de nouvelles fortifications pour protéger les extensions de la ville de Genève.
Alamand de Saint-Jeoire meurt, selon la tradition, le Jeudi saint, entre le 21 janvier ou le 2 avril 1366.